# Kopperitz

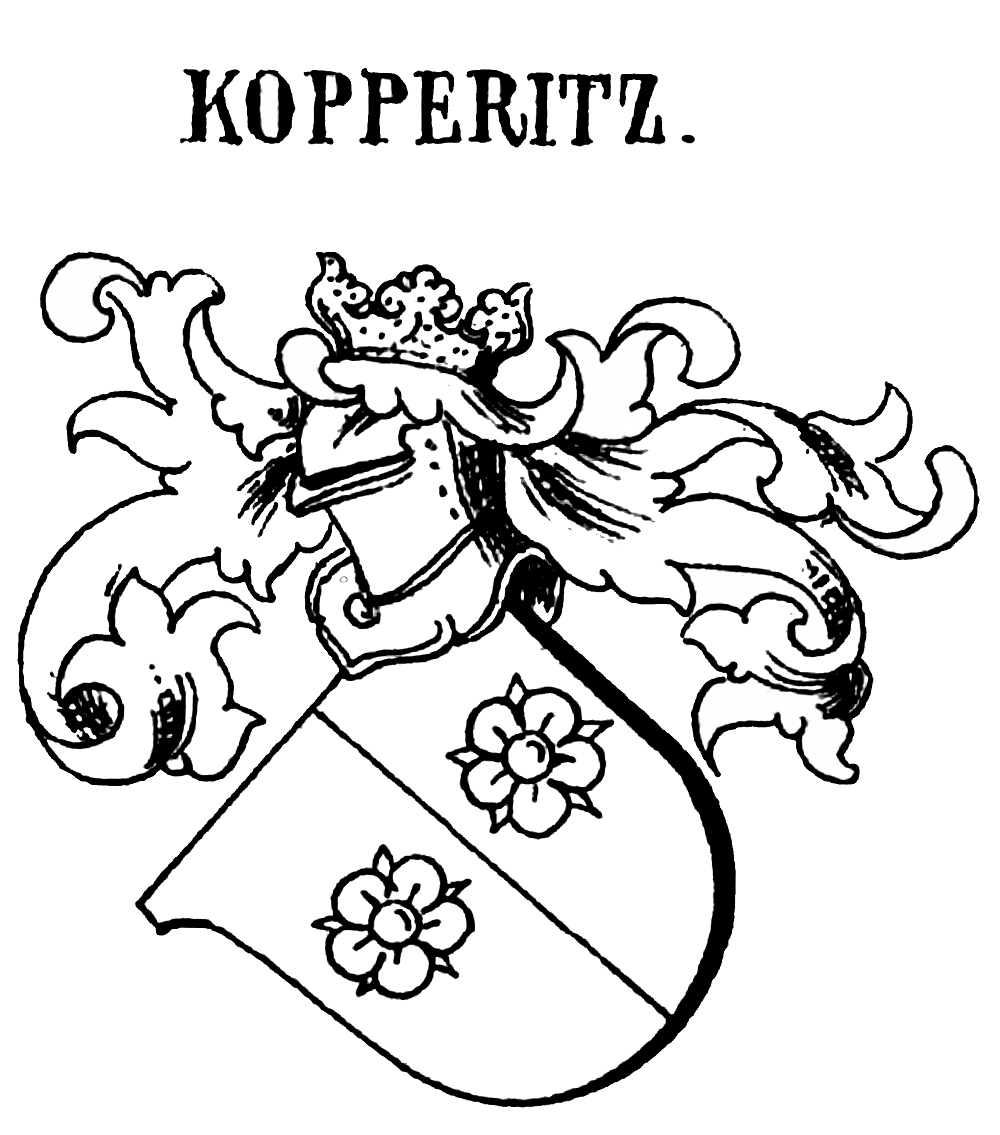
Wappen der Herren von Kopperitz in Siebmachers Wappenbuch (1890)

Kopperitz, auch Koperitz, Copericz, Cobaritz, Kupperitz, Kopriz,  war oder ist der Name eines Oberlausitzischen Uradelsgeschlechts aus Kuppritz (Landkreis Bautzen).

## Geschichte
Das Geschlecht kommt seit dem Jahr 1225 in Urkunden um Bautzen vor. Damals stiftete Otto de Koperic der Georgenkapelle auf dem Schloss Bautzen 10 Mark Silber für die Ruhe seines bei der Kapelle begrabenen Bruders Georg.
Anfang der 1280er Jahre wurden die Brüder Gregor und Nicolaus von Kopperitz mehrmals „bei Anwesenheit der Landesherren von Budissin“ erwähnt. Nicolaus kommt bis 1296 in Mariensterner Urkunden vor.
Im Jahr 1332 schenkte Wilrich von Kopperitz dem Kloster Marienstern drei Mark Zins zu Lübon und im Jahr 1355 abermals 12 Mark Zins zu Lübon, Jiedlitz und Kannewitz, im Jahr 1365 11 Schilling Zins zu Auschkowitz und 4 Schilling zu Säuritz. In jenem Kloster lebten seine Tochter Klara sowie Klara, Margarethe und Agnes, die Töchter seines verstorbenen Sohnes Hannus.
Mitte des Jahres 1421 schickten die Herren von Kopperitz ihre Untertanen in die Verteidigung Bautzens gegen die einfallenden Hussiten.
Mitte des 14. Jahrhunderts scheinen die Familienmitglieder ihre Stammgüter um Bautzen verkauft zu haben und in den äußersten Süden des Weichbilds Bautzen gezogen zu sein. Es teilte sich also in die Linien zu Oppach und zu Sohland.
Christoph von Kopperitz auf Oppach heiratete um 1530 eine von Schreibersdorf und gelangte so in den Besitz von Lohsa und Dreiweibern.

## Wappen
Das Wappen der Herren von Kopperitz zeigte einen gespaltenen Schild, wobei jede Hälfte mit einer Rose belegt ist. Die Helmzier und Tingierung sind nicht bekannt.